# Sankt-Petri-und-Pauli-Kirche (Jersleben)

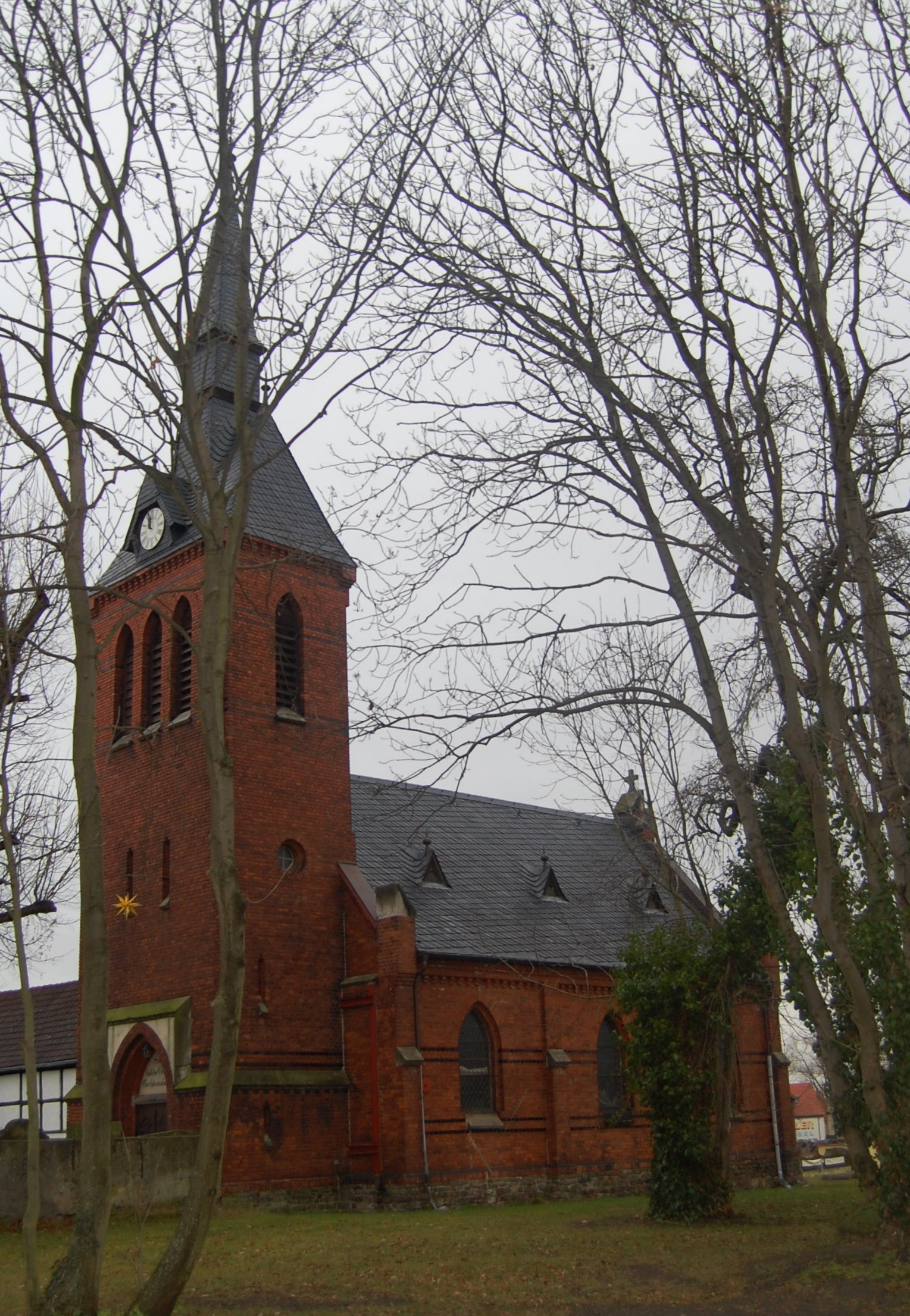
Sankt-Petri-und-Pauli-Kirche

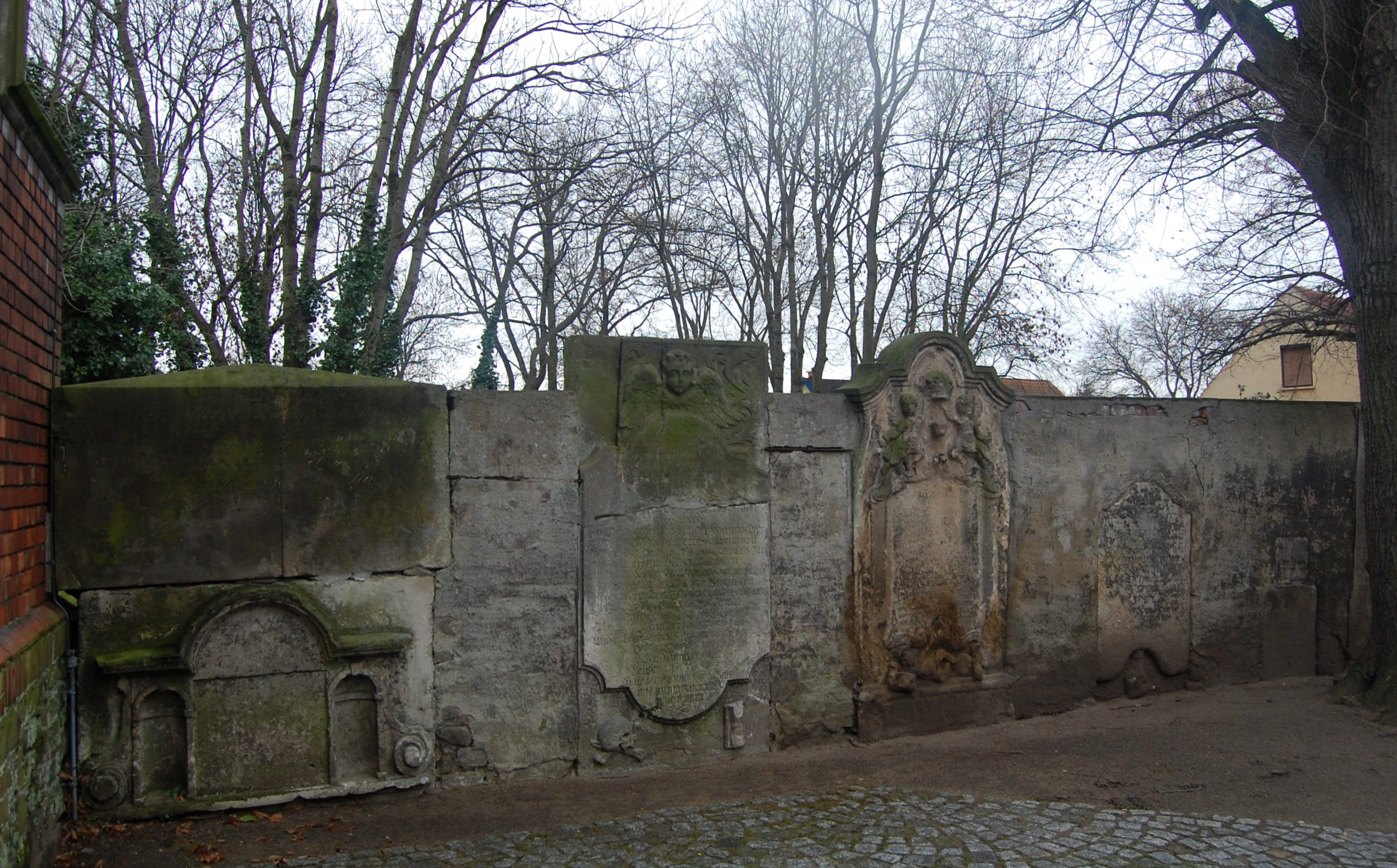
Kirchhofmauer mit Pastorengrabsteinen

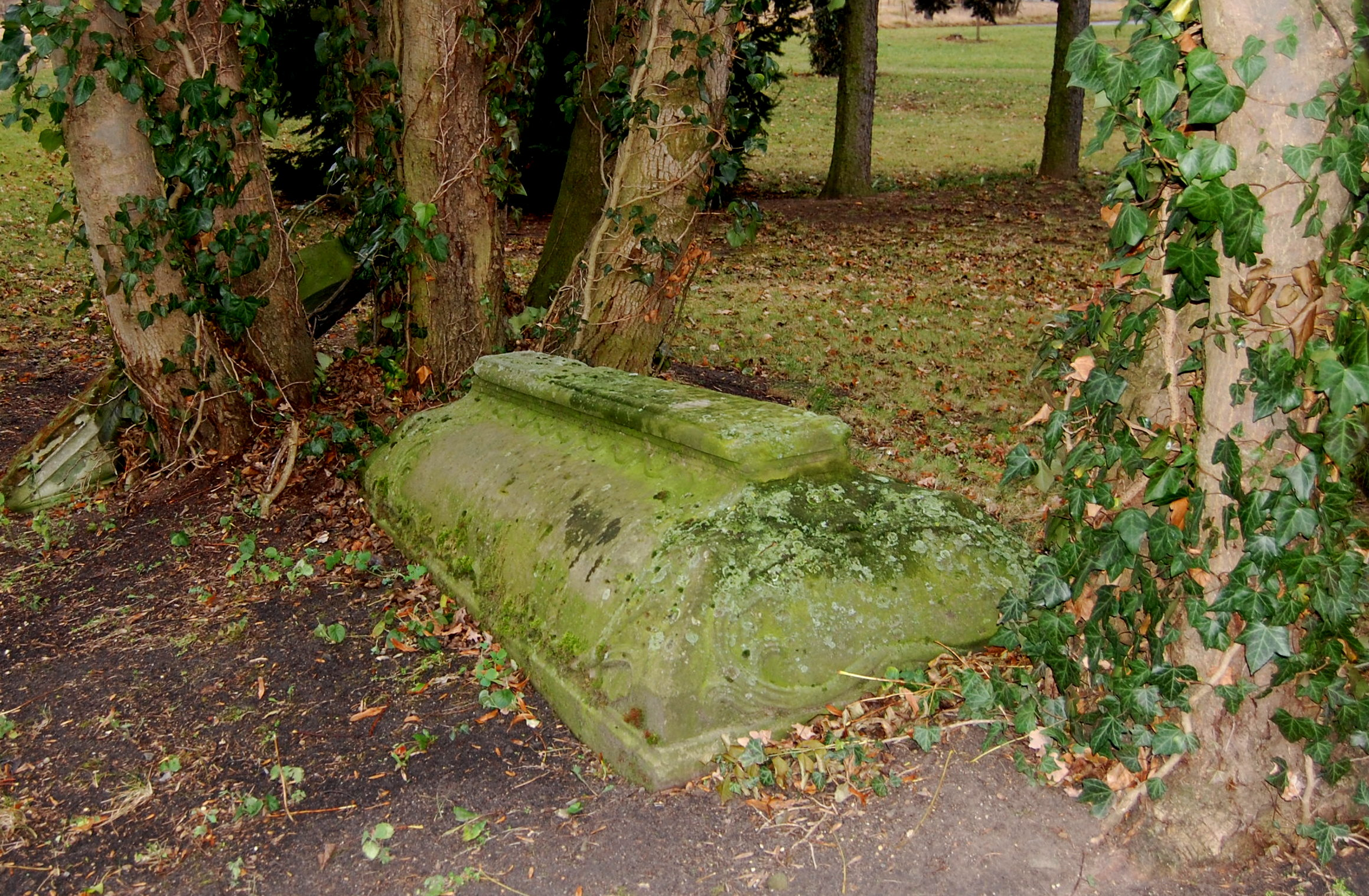
Sarkophag auf dem Kirchhof

Die Sankt-Petri-und-Pauli-Kirche ist die evangelische Kirche des zur Gemeinde Niedere Börde in Sachsen-Anhalt gehörenden Dorfes Jersleben.

## Architektur und Geschichte
Die heutige Kirche, die eine ältere zuvor in Jersleben bestehende Kirche ersetzte, entstand 1892/1893 im neogotischen Stil. Die kleine Saalkirche wurde aus Backstein errichtet und verfügt über einen Sockel aus Feldsteinen. Nach Osten besteht ein 5/8-Schluss, an der Westseite befindet sich der Kirchturm. Er ist mit einem Walmdach bedeckt, auf dem sich ein Dachreiter befindet. Die Einweihung erfolgte am 17. September 1893 mit einem vom Pfarrer Friedrich Danneil gehaltenen Festgottesdienst.
Über dem Kircheninneren erhebt sich der offene, verbretterte Dachstuhl. Es bestehen Verzierungen aus schmiedeeisernem Hängesprengwerk auf Bügen. Im Chor befindet sich ein Rippengewölbe. Das Untergeschoss des Turms wird von einem Kreuzgratgewölbe überspannt. An der Westseite befindet sich eine aus der Bauzeit stammende Empore. Die Kanzel ist in der Werkstatt des Holzbildhauers Gustav Kuntzsch, Wernigerode, hergestellt worden. Auch das Gestühl ist bauzeitlich.
In den Jahren 1998 bis 2000 fand eine Restaurierung der Kirche statt.
Auf dem Kirchhof südlich der Kirche befindet sich ein vom Ende des 18. Jahrhunderts stammender Sarkophag aus Sandstein. In der Kirchhofmauer westlich des Kirchturms sind mehrere Pastorengrabsteine aus der Zeit des 18. und 19. Jahrhunderts.

## Persönlichkeiten
Von 1878 bis zu seinem Tode 1886 war der Theologe Franz Heyne Pfarrer an der vorherigen Jersleber Kirche. Sein Nachfolger war der Theologe und Historiker Friedrich Danneil. Ende des 19. Jahrhunderts war sein Sohn, der Theologe Heinrich Danneil, als seinen Vater unterstützender Hilfsprediger an der Kirche tätig.